# 10-Hydroxydecansäure
10-Hydroxydecansäure ist eine organische Verbindung aus der Gruppe der Hydroxycarbonsäuren, die in Gelée royale vorkommt.

## Vorkommen
10-Hydroxydecansäure ist Bestandteil von Gelée royale, kommt jedoch in geringerer Menge vor als die strukturell verwandte 10-Hydroxy-2-decensäure. Teilweise liegt sie dabei als Glucosid, das heißt an Glucose gebunden vor.

## Herstellung
10-Hydroxydecansäure kann hergestellt werden, indem 10-Undecensäuremethylester einer Ozonolyse unterzogen wird, wobei die Aufarbeitung mit Zink erfolgt und ein Aldehyd erhalten wird. Hydrierung des Aldehyds unter Platinkatalyse und Verseifung des Methylesters ergibt die Hydroxycarbonsäure. Eine vereinfachte Synthese verwendet Natriumborhydrid, um das Ozonid direkt zum Hydroxyester zu reduzieren, sodass weniger Reaktionsschritte erforderlich sind.
10-Hydroxydecansäure kann außerdem durch alkalische Spaltung von Estern der Ricinolsäure erhalten werden. Dazu werden diese beispielsweise in Ethanol bei 190–200 °C mit Natriumhydroxid umgesetzt. Als Edukt eignen sich sowohl Methylricinoleat als auch Ricinusöl.

## Eigenschaften und Reaktionen
10-Hydroxydecansäure zeigt insektizide Eigenschaften sowie antaparasitäre Eigenschaften gegen bestimmte Erreger von Malaria und Leishmaniose.
Als difunktionelles Molekül kann 10-Hydroxydecansäure zu einem Polyester umgesetzt werden, beispielsweise durch eine festphasengebundene Lipase in Benzol. Auch die Polymerisierung in Hexan, mit einer Lipase von Candida cylindracea und Molekularsieb 3 Å wurde beschrieben.